# Санта-Круш (район)
Санта-Круш (порт. Santa Cruz) — район (фрегезия) в Португалии, входит в округ Мадейра. Расположен на острове Мадейра. Является составной частью муниципалитета Санта-Круш. Население составляет 6070 человек на 2001 год. Занимает площадь 28,10 км².